# Suất phản chiếu tán xạ đơn
Suất phản chiếu tán xạ đơn của một mẩu vật chất là đặc trưng cho khả năng tán xạ của nó khi nằm trên đường lan truyền của dòng bức xạ điện từ hay dòng hạt, khi so sánh với khả năng hấp thụ dòng bức xạ này của mẩu vật chất. Cụ thể nó là tỷ số giữa phần năng lượng của dòng hạt bị lệch hướng khi qua mẩu vật chất, trên tổng năng lượng của dòng hạt không tiếp tục lan truyền theo hướng đi cũ (do đã bị lệch hướng hay đã bị hấp thụ).
Đại lượng vật lý này không có thứ nguyên, và giá trị nằm trong khoảng [0,1].
Một mẩu vật chất hấp thụ hoàn toàn bức xạ hay dòng hạt qua nó thì có suất phản chiếu tán xạ đơn bằng không. Mẩu vật chất không hề hấp thụ mà chỉ làm lệch hướng dòng hạt qua nó thì có suất phản chiếu tán xạ đơn bằng 1.
Suất phản chiếu tán xạ đơn là một trong ba thông số thường gặp của vật chất trong các nghiên cứu về quá trình truyền xạ (tán xạ và hấp thụ) qua chúng. Hai thông số còn lại là hệ số tán xạ và hàm tán xạ.

## Công thức
Suất phản chiếu tán xạ đơn, ω, của một mẩu vật chất có thể được tính bằng:
ω = βs/(βs+βa)
với:
- βs là hệ số tán xạ
- βa là hệ số hấp thụ